# V341 Весов
V341 Весов (лат. V341 Librae) — одиночная переменная звезда в созвездии Весов на расстоянии (вычисленном из значения параллакса) приблизительно 25012 световых лет (около 7669 парсеков) от Солнца. Видимая звёздная величина звезды — от +14,55m до +13,95m.

## Характеристики
V341 Весов — пульсирующая переменная звезда типа RR Лиры (RRC).